# Hatley (Misisipi)
Hatley es un pueblo del Condado de Monroe, Misisipi, Estados Unidos. Según el censo de 2000 tenía una población de 476 habitantes.

## Demografía
Según el censo de 2000, había 476 personas, 188 hogares y 144 familias residiendo en la localidad. La densidad de población era de 137,2 hab./km². Había 202 viviendas con una densidad media de 58,2 viviendas/km². El 98,53% de los habitantes eran blancos, el 1,26% afroamericanos y el 0,21% amerindios.
Según el censo, de los 188 hogares en el 34,0% había menores de 18 años, el 64,4% pertenecía a parejas casadas, el 9,6% tenía a una mujer como cabeza de familia, y el 23,4% no eran familias. El 22,3% de los hogares estaba compuesto por un único individuo, y el 9,6% pertenecía a alguien mayor de 65 años viviendo solo. El tamaño promedio de los hogares era de 2,53 personas y el de las familias de 2,98.
La población estaba distribuida en un 24,4% de habitantes menores de 18 años, un 7,6% entre 18 y 24 años, un 27,3% de 25 a 44, un 25,4% de 45 a 64, y un 15,3% de 65 años o mayores. La media de edad era 40 años. Por cada 100 mujeres había 93,5 hombres. Por cada 100 mujeres de 18 años o más, había 91,5 hombres.
Los ingresos medios por hogar en la localidad eran de 44.167 dólares ($), y los ingresos medios por familia eran 51.667 $. Los hombres tenían unos ingresos medios de 32.813 $ frente a los 26.875 $ para las mujeres. La renta per cápita para la ciudad era de 17.726 $. El 10,8% de la población y el 8,7% de las familias estaban por debajo del umbral de pobreza. El 12,2% de los menores de 18 años y el 14,3% de los habitantes de 65 años o más vivían por debajo del umbral de pobreza.

## Geografía
Según la Oficina del Censo de los Estados Unidos, la localidad tiene un área total de 3,5 km², todos ellos correspondientes a tierra firme.